# 神殿奉献 (フラ・アンジェリコ)
『神殿奉献』（しんでんほうけん、伊: Presentation at the Temple、英: Presentazione al Tempio）は、初期イタリア・ルネサンスの巨匠フラ・アンジェリコによるフレスコ画で、フィレンツェにあるドミニコ会派のサン・マルコ修道院 (現在はサン・マルコ美術館) のために描かれた。制作年については諸説があり、1437-1443年、1440-1442年とするもの、あるいは、フラ・アンジェリコがフィエーゾレのサン・ドメニコ修道院の修道院長であった1450-1452年という見方もある。

## 作品
主題は、イエス・キリストが家族の長男としてエルサレム神殿に「奉献」される場面で、『新約聖書』中の「ルカによる福音書」 (2:23-24)  から採られている。聖ヨセフは2羽のハトが入った籠を持ち、聖母マリアは幼子イエスがシメオンに抱かれているのを見つめている。この出来事はロザリオの4番目の歓喜の神秘で、とりわけドミニコ会士によって推進された信仰であるが、ドミニコ会の聖人であるヴェローナの聖ペテロとシエナの聖カタリナが見守っている時代錯誤的な描写となっている。
本作は、その構図と色彩の明るさによりドミニコ会修道士であったフラ・アンジェリコが制作に関わっていたと想定される限定された作品のうちの1つである。しかしながら、画面には技量の劣った弟子の手が関与していることを示唆する部分もある。
理由は不明であるが、本作は途中で制作が中断され、後の時代の修復家が背景をくすんだ赤色で完全に塗りつぶしてしまった。本作は1970年代に洗浄・修復を受けた際、多少は破損していたものの、非常に明るい画面の中に背景の構造物が姿を現し、人物像は並外れた美しさと力強さを取り戻した。
背景の祭室は、明暗法だけによって奥行きを感じさせる空間表現になっている。絵画の右側にある窓から実際に差し込む光によって作られたように見える影が、まるで本当にこの壁にくぼみがあるような効果をもたらしている。この影の前に広がる光の中には、白い布にくるまれたイエスを抱くシメオンの姿が浮かび上がっているが、彼の長い衣装は黄色の濃淡で襞が表され、緑で影が、赤でさらに濃い影が表されている。